# Kopfkino
Kopfkino ist ein Musical von Peter Lund (Text) und Thomas Zaufke (Musik), das am 13. April 2017 an der Neuköllner Oper in Berlin uraufgeführt wurde. Es trägt den Untertitel Ein musikalisches Filmprojekt. Oder ein filmisches Musical.

## Inhalt
Der 18-jährige Lennard bewirbt sich in einer WG in Berlin, denn er will seiner schwäbischen Heimat Pforzheim entfliehen. 500 Euro soll Lennard für das kleine Zimmer in der Wohnung mit der liederlichen Wohnküche zahlen, in der sich ein ungewaschener Wäscheberg auftürmt. Seine neuen Mitbewohner sind der tiefenentspannte und sich politisch gebende Ben und die durchgeknallte Fine, die sich ständig Drogen schmeißt. Ben schlurft gern mal nackt durch die Küche und ist auch sonst viel zu Hause, weil er von Arbeit eher weniger zu halten scheint. Er wundert sich, warum sein neuer Mitbewohner immer so lange Pausen beim Sprechen macht. Dies liegt daran, dass Lennard sechs weitere Alter Egos, die inneren Stimmen seines Gewissens, in seinem Kopf hat, die alle gleichzeitig durcheinander reden und ihm jede Entscheidung schwer machen. Seine Pausen beim Sprechen macht Lennard, weil stets Teile von ihm noch überlegen. Die Stimmen in seinem Kopf bestehen aus dem Heteromacker und Draufgänger Boris und seiner harmonischen weiblichen Seite Helena. Dann sind da noch die vorausschauende Vernunft Sophia im spießigen Sekretärinnen-Look, Lennards inneres Kind Theo, die pubertierende Tess, seine Unvernunft, die als Punk-Girl auftritt, und seine klammernde Angst Jürgen, ein Brillenträger im Polohemd. Alle sagen sie Lennard ungefragt ihre Meinung. Weder Fine noch Ben ahnen, wen sie sich da in die WG geholt haben und wer seine Einflüsterer sind. Dann taucht auch noch Lennards Schwester Mona aus seiner alten Heimat in der WG auf, von der er behauptet hat, sie hätte sich einst mit einem Sprung vom Sparkassenhochhaus vom Leben verabschiedet. Mona hat nach Lennard gesucht, weil sie sich Sorgen um ihren Bruder machte.

## Figuren
Bei Lennard, Fine, Ben und Mona handelt es sich um reale Figuren. Die Stimmen, die Lennard als Teile seiner multiplen Persönlichkeit hört und sieht, haben einen Namen, treten paarweise auf und bilden in seinem Inneren Interessengruppen, so das Paar der Über-ich-Eltern Helena und Boris, die sich in sexuelle Erregung und ins Delirium trinken und ihren Sohn emotional erpressen und vernachlässigen, die rebellische Schwester Tess und das Innere Kind Theo und ähnlich wie im Animationsfilm Alles steht Kopf eine Stimme der Angst und eine der Vernunft, die in Gestalt von Jürgen und Sophia ebenfalls ein Paar bilden.
Lennard: Lennard ist ein 18-Jähriger, der vor seinen Eltern aus Pforzheim nach Berlin geflohen ist.
Fine: Lennards neue Mitbewohnerin Fine ist keinem Drogencocktail abgeneigt.
Ben: Lennards neuer Mitbewohner Ben, der eigentlich Benjamin von Salesch heißt, ist ein großmäuliger, aber fauler Linker.
Mona: Lennards Schwester Mona kommt aus der schwäbischen Provinz nach Berlin um den verschollenen Bruder zu suchen. Lange bleibt im Stück unklar, ob sie real oder doch eine weitere von Lennards Stimmen ist, weil er behauptet hat, dass sie sich einst mit einem Sprung vom Sparkassenhochhaus, Pforzheims höchstem Gebäude, „vertschüsste“.
Boris: Lennards Vater Boris ist ein cooler und ewig geiler Macho.
Helena: Wie ihr Mann Boris hat auch die sinnlich-weibliche, harmonisch und harmoniebedürftige Helena ein Alkoholproblem. Eigentlich besteht deren Ehe nur noch auf dem Papier.
Jürgen: Der ängstliche Poloshirt- und Brillenträger Jürgen warnt Lennard vor Gefahren.
Sophia: Sophia repräsentiert die mahnende Vernunft und damit auch die Langeweile. Nebenbei hat sie mit Boris eine Affäre.
Tess: Tess ist eine jugendliche Punkversion von Lennards Schwester Mona und völlig durchgeknallt.
Theo: Theo ist Lennards Inneres Kind.

## Bühnenbild und Video
Das Bühnenbild bei der Berliner Uraufführung stammt von Daria Kornysheva. Sie gestaltete die Gemeinschaftsküche, den Flur und Lennards Zimmer im Breitwandpanorama. Das Bühnenbild erinnert Kevin Clarke an das des Musicals Linie 1.
Für das Musical wurde ein Filmteam engagiert. Immer, wenn Lennard, der sich kaum aus der Wohnung traut, aus der WG raus in die Stadt geht, kommen auf der Bühne Filmsequenzen zum Einsatz, die die Bühnenhandlung unterbrechen und den Alptraum zeigen, den dieser im öffentlichen Raum, in einer Großstadt, die sich für ihn feindlich anfühlt, aber auch Partys und Tripps, die Lennard mit Ben und Fine erlebt. Diese werden auf die Wand im Hintergrund projiziert. Die Filmaufnahmen entstanden in Kreuzberg, wo sich im Stück auch die WG befindet, in die Lennard zieht.

## Liste der Lieder
1. Meine Stimmen & Ich
2. Sei einfach du selbst
3. Die Wohnungsbesichtigung
4. Die Spüle leckt
5. Ich seh dich
6. Geh noch nicht ins Bett
7. Standpunkt
8. High
9. Das Lied von der sexuellen Orientierung
10. Der Wutanfall
11. Bla bla bla
12. Familienaufstellung
13. Emotionale Blockade
14. Angst & Umsicht
15. Theo petzt
16. Der Horrortrip
17. Hör ihm zu
18. Geh noch nicht ins Bett – Bonus Version

## Veröffentlichung
Kopfkino wurde am 13. April 2017 an der Neuköllner Oper in Berlin uraufgeführt. Bei der Premiere waren eine Reihe früherer Absolventen der Universität der Künste anwesend, darunter Nicky Wuchinger und Jan-Philipp Rekeszus.

## Ensemble der Uraufführung
(13. April bis 14. Mai 2017 an der Neuköllner Oper Berlin)

### Kreativteam
- Inszenierung: Peter Lund
- Musikalische Leitung: Hans-Peter Kirchberg und Tobias Bartholmeß
- Choreografie: Neva Howard
- Bühnenbild und Kostüme: Daria Kornysheva
- Video: Richard Marx[3]

### Besetzung
- Sophia: Jasmin Eberl
- Fine: Linda Hartmann
- Mona: Lisa Hörl
- Tess: Friederike Kury
- Helena: Lisa Katharina Toh
- Boris: Adrian Burri
- Lennard: Markus Fetter
- Ben: Jonathan Francke
- Jürgen: Helge Lodder
- Theo: Nico Went[3]

## Rezeption
Kevin Clarke von klassik.com erklärt, es gehe in dem Musical um junge Menschen, die sich verloren fühlen, ins Internet abtauchen und teils nicht mehr wissen, was echt und was digital ist. Die Erlebnisse ihres Lebens seien Drogen- und Alkoholabstürze, Liebesstress, Geldnöte, die Verarbeitung dysfunktionaler Familiengeschichten und die Fragen nach der eigenen sexuellen Orientierung. Lennard werde hierbei mit verschiedenen Stimmen in seinem Kopf konfrontiert, so Clarke, die allesamt Familienmitglieder repräsentieren, inklusive seiner selbst in jugendlicheren Versionen, wobei diese imaginären Figuren wie Gespenster durchs WG-Geschehen wanderten und die Handlung, wie der Chor in der antiken Tragödie kommentierten.
Birgit Walter von der Berliner Zeitung erklärt den Titel des Musicals: „Seine Stimmen [...] veranstalten ein virulentes Kopfkino und treiben Lennard mit diesem Chaos immer wieder nah an die Grenzen seiner psychischen Stabilität.“ Walter beschreibt Kopfkino zudem als „unterhaltsam, komisch und unerwartet bis in die letzte Formulierung.“
Andre Sokolowski von der Freitag meint, Kopfkino sei nicht viel mehr oder auch nicht viel weniger als ein Berliner Jugend-Musical geworden, das ein bisschen wie Linie 1 wirke, schmissig, knallig und laut klinge und die Massen" schlichtweg mitreiße.
Was Kopfkino so sehenswert mache, so Kai Wulfes von musicalzentrale.de, seien seine tollen Sänger-Darsteller, die zudem überaus präzise die vielen zackig-modernen Choreografien von Neva Howard tanzten. Über Markus Fetter, der im Stück die Hauptfigur spielt sagt Wulfes, die Rolle von Lennard sei mit diesem auf den Punkt besetzt. Er spiele zunächst ein in sich zerrissenes wie verschüchtertes Landei ohne Perspektive, das zum Stückende jedoch zu sich finde und selbstbewusst seinen eigenen Weg gehe, so Wulfes.
Anja Röhl von der Jungen Welt nennt Kopfkino ein tolles Psycho-Agit-Prop-Musical. Peter Lund und Thomas Zaufke hätte mit dem Stück so etwas wie eine kritische Psychologie der kapitalistischen Krise geschaffen. Im Prinzip würden darin alle heutigen Probleme angeschnitten, so Röhl, die über die Geschichte sagt: „Der Inhalt ist glänzend umgesetzt in Sprache, in Dialoge, in originelle Lieder, in kraftvolle, stark überzeugende, niemals langweilende Tanzeinlagen.“

## Auszeichnungen
Deutscher Musical Theater Preis 2017
- Nominierung als Bestes Musical
- Nominierung für die Beste Choreografie (Neva Howard)[12][13]